# Afriquia Gaz
Afriquia Gaz est une entreprise marocaine spécialisée dans le gaz de pétrole liquéfié (GPL), cotée en bourse depuis 1999. 
C'est la filiale gazière de Afriquia, elle-même une filiale de Akwa Group. Son siège se situe à Casablanca.

## Présentation

### Activités
Afriquia Gaz est spécialisée dans l'importation, le stockage et la distribution de gaz de pétrole liquéfié. Elle vend principalement du propane et du butane.
Elle détient des participations dans plusieurs filiales :
- National Gaz
- Sodipit
- Gazafric
- Stogaz
- Dragon Gaz
- SOMAS

### Histoire
Afriquia est fondée en 1959 par Ahmed Oulhaj Akhannouch et Haj Ahmed Wakrim. En 1962, Afriquia se dote d'un dépôt de stockage de 286 000 m3 puis se diversifie dans le gaz. Le groupe Afriquia est restructuré en 1992 et les activités gaz transférées vers Afriquia Gaz.
Si les deux entreprises sont différentes, elles sont toutes les deux détenues par Akwa Group. En avril 1999, Afriquia Gaz est introduite à la bourse de Casablanca.
En décembre 2022, un dépôt de Stogaz (société de stockage des GPL) filiale à 50 % d'Afriquia Gaz explose violemment dans le port de Mohammedia,.